# Битка на Калиакуди
Битка на Калиакуди (грч. Μάχη της Καλιακούδας)  вођена је 28-29. августа 1823, између грчких устаника и османске војске скадарског Мустафа-паше Бушатлијe. Након што су успели да нанесу тешке губитке војсци Мустафа-паше у бици код Карпенисија, Грци су заузели одбрамбене положаје на планини Калиакуда у Евританији. Ту ће доћи до другог покушаја грчких устаника да зауставе продор Османлија ка Мисолонгију.  
Неочекивана погибија Маркоса Боцариса  спречила Грке да искористе победу код Карпенисија и консолидују своје снаге. Команду над устаницима, који су морали прећи у дефанзиву, преузео је Зигурис Цавелас. Утврдили су се на планини Калиакуди, преко које је ишао најкраћи пут ка Мисолонгију. Османска војска под командом Мустафа-паше и Ђелаледин бега напала их је 28. августа. Грци су држали своје положаје и одбили све нападе тог дана са минималним губицима. Такође, у току битке приспела су им и појачања, локални капетан Николас Контогианис довео је својих 1.000 бораца.  
Када су се борбе смириле, поједини Грци саветовали су ноћни напад, сличан ономе који је успешно изведен код Карпенисија. Цавелас је то одбацио као непотребно сматрајући да су устаничке одбрамбене позиције непробојне.  
Следећег дана, Османлије су напале поново, али још једном су одбијени. Ипак, у току сукоба Мухтар Киафазези са 400 Османлија успева да пронађе небрањени пут кроз планину и да тако нападне Грке са бока. У борби која је уследила, 150 Грка је погинуло, укључујући и капетане Зигуриса Цавеласа, Николаса Контогианиса, Димоса Кицоса и Кастаниотиса. Остатак војске успео је да се пробије и регрупише у Мисолонгију. Османлијама су нанети губици од око 500 погинулих.
Након ове битке, пут ка Мисолонгију био је отворен за османску војску која се тако спојила са снагама Омера Врионија 17. септембра, и отпочела опсаду града 20. септембра.